# Lac des Deux Montagnes
Vous pouvez aider à l'améliorer ou bien discuter des problèmes sur sa page de discussion.
- Il peut contenir un travail inédit ou des déclarations non vérifiées. Vous pouvez l’améliorer en ajoutant des références. (Marqué depuis juillet 2022)

Vous pouvez aider à l'améliorer ou bien discuter des problèmes sur sa page de discussion.
- Il ne cite pas suffisamment ses sources. Vous pouvez indiquer les passages à sourcer avec {{référence nécessaire}} ou {{Référence souhaitée}}, et inclure les références utiles en les liant aux notes de bas de page. (Marqué depuis juillet 2022)
- Il ne s’appuie pas, ou pas assez, sur des sources secondaires ou tertiaires. (Marqué depuis juillet 2022)

- Archive Wikiwix
- Bing
- Cairn
- DuckDuckGo
- E. Universalis
- Gallica
- Google
- G. Books
- G. News
- G. Scholar
- Persée
- Qwant
- (zh) Baidu
- (ru) Yandex
- (wd) trouver des œuvres sur Wikidata

Le lac des Deux Montagnes est une étendue d'eau douce située au Québec (Canada). C’est un des deux lacs qui baignent l’île de Montréal. Le lac des Deux Montagnes est un élargissement de la rivière des Outaouais en amont de l'archipel d'Hochelaga.

## Hydrographie
Le lac a une superficie d'environ 150 km2. Sa longueur fait 43 km et sa largeur est de 10 km ou moins suivant l'endroit. Il couvre approximativement l'espace entre le barrage de Carillon et celui de Grand-Moulin, légèrement en amont de la confluence de l'Outaouais avec la rivière des Mille-Îles. Le lac des Deux-Montagnes constitue la frontière naturelle des régions des Laurentides, de Vaudreuil-Soulanges, de Laval et de Montréal. Le lac fait partie de la Région hydrographique de l'Outaouais et de Montréal (04).

### Affluents
Le lac tire l’essentiel de son eau de la rivière Outaouais (lac de barrage Dollard-des-Ormeaux) dont il est un élargissement. De plus, sept moyennes et petites rivières se jettent dans le lac des Deux Montagnes. Sur la rive droite la rivière Rigaud, la rivière à la Raquette, la rivière Viviry. Plus en aval, à Vaudreuil-Dorion, toujours rive droite, la rivière Quinchien apporte sa contribution ainsi que, sur l’île de Montréal, la rivière à l’Orme. Sur la rive gauche, la rivière du Nord et la rivière aux Serpents dans le Parc national d'Oka. Quelques ruisseaux complètent le portrait, dont le ruisseau Rousse qui se jette dans la Grande Baie, près de Pointe-Calumet et le ruisseau Belle-Plage à l’entrée de Vaudreuil-sur-le-Lac.
- L’Outaouais a un débit moyen de 1 940 m3/s à la tête du lac et jusqu’à 8 400 m3/s en période de crue.
- La rivière du Nord a un débit moyen de 42 m3/s à son point de confluence avec le lac.
- Les autres cours d’eau apportent ensemble un débit moyen de 15 m3/s au lac.

### Émissaires
À la sortie, ses eaux alimentent la rivière des Mille Îles, la rivière des Prairies d’une part, et la rivière des Outaouais qui reprend sur une courte distance son cours, d’autre part. Les deux premières s’écoulent vers le nord-est, formant deux branches autour de l'île Jésus, pour se jeter ensuite dans le fleuve Saint-Laurent quelque 50 km en aval. En direction sud, l’eau s’écoule en formant des rapides ayant une dénivelée d’environ 1 m, en contournant à l’ouest l'île Perrot sur une distance d’environ 2 km, et d’autre part en passant entre l’Île de Montréal et l’Île Bellevue tout en s’engouffrant dans les méandres serrés dus à la présence de l’Île Claude et de l’Île Perrot, dans un dédale créant des rapides d’une dénivelée équivalente du côté est. En ces deux points, le lac des Deux Montagnes rejoint le lac Saint-Louis qu’il alimente de ses eaux brunes.

### Profondeur
- De l’embouchure de la rivière des Prairies à Laval-sur-le-Lac, jusqu’à une droite tirée entre le Cap à l’Orme et la Pointe au Calumet, la profondeur du lac varie entre 1,2 m et 2,1 m. Puis, elle atteint en moyenne 2,13 m jusqu’à La Barque, un rocher à fleur d’eau entouré de quelques hauts-fonds. À partir de ce point, la profondeur se maintient au-delà des 2 m sur la plus grande partie du lac (exception faite des baies), allant jusqu’à 11 mètres et plus dans le chenal principal. Le point le plus profond noté sur la carte marine est devant la Pointe Parsons à Hudson où le lac plonge à près de 50 m. Les baies sont peu profondes. Celle de Vaudreuil est sous les 2 m à bonne distance du rivage et elle est parsemée de hauts-fonds. Les baies d'Oka, des Indiens, de Saint-Placide et de Choisy affichent une profondeur moyenne de 1,80 m mais celle-ci se hausse à 1,5 m loin du rivage. La baie du Fer à Cheval est un marais, la baie de Rigaud et celle de Carillon ont une profondeur qui oscille autour de 0,9 m.
- Le niveau d'eau du lac à la station hydrométrique de Pointe-Calumet varie en moyenne sur 25 ans entre 21,5 m en septembre et 23,0 m en avril. Les niveaux minimum et maximum observés ont été de 21,19 m (août 2012) et 24,77 m (mai 2017) respectivement. L'afflux d'eau survient le plus souvent dans les derniers jours de mars, à la fonte des neiges, ce qui explique la grande variabilité du niveau maximal[5].
- Crue du 8 mai 2017. À midi ce jour-là, le niveau du lac s’est hissé à un haut historique de 24,77 mètres (station hydrométrique de Pointe-Calumet), provoquant de nombreuses inondations et des dommages considérables aux habitations riveraines et aux infrastructures municipales. La situation a entraîné le décret de l’état d’urgence dans plusieurs municipalités ainsi que le recours à l'aide des forces armées.

### Écluses
Deux écluses, à chaque extrémité du lac, permettent aux bateaux d’entrer dans le lac des Deux Montagnes et d’en sortir, de la mi-mai à la mi-octobre.
- Le canal de Carillon est l’aboutissement des efforts déployés au fil des siècles pour permettre la libre circulation des bateaux dans l’axe de navigation Montréal-Ottawa-Kingston. Passer du lac des Deux Montagnes à la rivière Outaouais au-delà de l’obstacle naturel que constituaient les rapides du Long-Sault exigeait qu’on mette pied à terre et qu’on effectue une série de portages totalisant plusieurs kilomètres de Carillon à Grenville. Le passage des navires était impossible. D’où la nécessité de canaliser la voie d’eau et d’y installer un système d’écluses. Avant qu’Hydro-Québec construise la centrale de Carillon (de 1959 à 1963) pour produire de l’électricité, jusqu’à pas moins de onze écluses furent jadis nécessaires au passage des bateaux à cet endroit. Le barrage vint noyer tous ces rapides, créant ainsi un bassin en amont, le lac Dollard-des-Ormeaux, et une dénivellation abrupte de 20 mètres concentrée en un seul endroit. Une seule écluse devenait alors suffisante.
- L’écluse de Sainte-Anne est située à Sainte-Anne-de-Bellevue. Les travaux de construction ont duré 3 ans, de 1840 à 1843. Elle permet de franchir la différence de niveau de 1 mètre entre le lac des Deux Montagnes (en amont) et le lac Saint-Louis (en aval). L’écluse actuelle a été aménagée en appoint à la première — qui est demeurée en opération jusqu’au début des années 1900 — et construite parallèlement à celle-ci, entre 1875 et 1882 pour permettre le passage plus rapide vers l’Outaouais. Elle fait 54,86 m de longueur (180 pieds)[6].

### Rives
Les rives du lac des Deux Montagnes comportent deux anses, quinze baies, un cap, trois plages publiques, trente pointes et plusieurs zones humides.
Anses
- Anse de Vaudreuil
- Anse à l’Orme

Baies de la rive nord
- Baie des Seigneurs
- Baie de Carillon
- Baie du Fer à Cheval
- Baie de Saint-Placide
- Baie des Indiens
- Baie d'Oka
- La Grande Baie

Baies de la rive sud
- Baie de Brazeau
- Baie de Rigaud
- Baie Quesnel
- Baie de Choisy
- Baie de Como
- Baie de l’Île Cadieux
- Baie de Vaudreuil
- Baie Forget

Cap
- Cap à l’Orme

Plages publiques
- Plage du Parc national d'Oka
- Plage du Parc-nature du Cap-Saint-Jacques
- Plage du Parc-nature du Bois-de-l'Île-Bizard

Pointes de la rive nord
- Pointe au Foin
- Pointe aux Roches
- Pointe Ouellette
- Pointe Lavigne
- Pointe à Masson
- Pointe aux Anglais
- Pointe d'Oka
- Pointe aux Bleuets
- Pointe au Calumet

Pointes de la rive sud
- Pointe Larocque
- Pointe Brazeau
- Pointe à Toussaint
- Pointe au Sable
- Pointe aux Dorés
- Pointe Portelance
- Pointe à la Raquette
- Pointe Locus
- Pointe Graham
- Pointe Parsons
- Pointe Boyer
- Pointe Cavagnal
- Pointe aux Moutons
- Pointe Abbot
- Pointe Angus
- Pointe Wanklyn
- Pointe Forget
- Pointe Boyer
- Pointe Madeleine
- Pointe Monk
- Pointe aux Carrières

Les zones humides ne sont pas nommées. Il en est question plus loin dans la section Flore.

### Îles
Le lac des Deux Montagnes compte plusieurs dizaines d’îles, une presqu’île, des battures et des hauts-fonds.
- Les plus petites îles sont anonymes.
- La majorité des îles du lac sont inhabitées.
- Cinq d’entre elles ont une vocation écologique ou environnementale : la presqu’île Robillard, qu’on peut joindre par la route, recèle la Réserve écologique de la Presqu’île Robillard, l’île Carillon est un des 28 refuges d’oiseaux migrateurs du Québec et recèle le ROM de Carillon, et les îles Avelle, Wight et Hiam dans la baie de Vaudreuil forment la réserve écologique des Îles-Avelle-Wight-et-Hiam.
- Les autres îles n’ont pas de vocation particulière.
- Dans la partie ouest du lac on retrouve la presqu’île Robillard, l’île de Carillon, l’île Jones, l’île Rita dans la baie de Rigaud, les îles Pelées, l’île Hay, l’île à Ritté et l’île Robidoux.
- Dans la partie est, et notamment dans la baie de Vaudreuil on trouve une vingtaine d’îles, la plupart étant nommées : Todd, Rainville, Béique, Sunset, Wight, Hiam, Avelle, Hog, Charlotte, aux Chèvres, Cousineau, Lamontagne, aux Plaines, Claude, Bellevue et Girwood. L’île Sunset est une île privée habitée par son propriétaire et reliée à la municipalité de Terrasse-Vaudreuil par un petit pont. L’île Roussin est juste à la pointe de Laval-sur-le-Lac et est une des trois qui soient accessibles par la route.
- Outre ces terres bien visibles et parfois bien fournies en végétation on retrouve quelques battures et hauts-fonds comme la batture du Corbeau, le haut-fond d’Hudson, la Barque, la Goélette et le Petit Rocher.
- L'Île-Cadieux constitue à elle seule une petite municipalité.
- L’île aux Tourtes a donné son nom au pont qui traverse le lac à cet endroit.
- L’île Boisée, l’île Jésus, l’île Bizard, l’île de Montréal et l’île Perrot sont baignées par le lac mais ne sont pas entièrement incluses dans ses eaux.

## Faune

### Poissons
- 73 espèces de poissons constituent l’ichtyofaune du lac des Deux Montagnes. Les espèces les plus répandues sont le crapet-soleil, la perchaude, la barbotte brune, le crapet de roche, le meunier noir et le doré jaune. Parmi les autres espèces qui vivent dans le lac on trouve aussi le maskinongé, le menton noir, le méné bleu, l’épinoche à neuf épines, l'achigan, le barbue de rivière, le crapet à oreilles bleues, le malachigan, le lépisosté osseux, l’éperlan arc-en-ciel et le grand brochet. Le lac des Deux Montagnes possède une population d’esturgeon jaune qui a souffert de la mauvaise oxygénation des eaux du lac dans les années 1950 et dont les effets sur cette population se font toujours sentir. Le lac est aussi une zone de reproduction pour l’alose savoureuse, poisson anadrome (il se reproduit en eau douce mais vit en eau salée).

### Amphibiens et reptiles
- Les amphibiens et les reptiles sont présents dans l’écosystème mais selon l’état actuel des recherches il n’existe pas « d’inventaire systématique » de ces espèces. On croit toutefois que 18 espèces d’amphibiens sur les 21 recensées dans le sud-ouest du Québec pourraient se retrouver dans le lac et jusque dans les rivières des Prairies et des Mille Îles. Quant aux reptiles, la plupart de ceux qui vivent au Québec se retrouvent aussi dans l’écosystème du lac des Deux Montagnes. La tortue géographique est une des espèces qu’on peut observer.

### Oiseaux
- Près de 150 espèces d’oiseaux fréquentent le lac (200 selon la SEPAQ). La sauvagine s’y reproduit en abondance et on retrouve en quantité plusieurs espèces nicheuses dont certaines sont rares. Treize espèces de canards et d’oies s’y reproduisent. On y trouve aussi la sarcelle à ailes vertes et le dindon sauvage. Du côté des oiseaux plongeurs on trouve le harle couronné, le grand harle et le fuligule à collier. La bernache du Canada ainsi que des échassiers comme le héron et la grande aigrette sont aussi présents. Enfin, les oiseaux de marais sont représentés par sept espèces : le grèbe à bec bigarré, le butor d’Amérique, le héron vert, le râle de Virginie, la gallinule poule-d'eau, la bécassine des marais et la guifette noire[7].

### Mammifères
- 35 espèces de mammifères vivent en bordure du lac. Le castor prolifère dans le Parc national d'Oka où il trouve tout ce qu’il lui faut pour subsister et élever ses petits. D’autres mammifères sont présents dans ce parc, comme le vison, la loutre et le raton-laveur. Le rat musqué quant à lui se retrouve un peu partout en bordure du lac, bien au-delà des limites du parc. On note aussi la présence de la belette à longue queue et du cerf de Virginie ainsi que de plusieurs espèces de souris, de rats et autres musaraignes, tels le campagnol des champs et le rat surmulot, sans oublier la mouffette rayée et le porc-épic d'Amérique.

### Espèces en péril
- La SEPAQ répertorie 33 espèces en péril dans la région, réparties dans toutes les catégories : 12 espèces d’oiseaux, dont le pygargue à tête blanche ; 2 espèces d’amphibiens ; 6 espèces de reptiles, dont 5 espèces de couleuvres ; 5 espèces de mammifères terrestres, en majorité des chauves-souris ; 8 espèces de poissons, dont l’éperlan arc-en-ciel anadrome, l’esturgeon jaune et l’esturgeon noir.

## Flore
Les milieux humides sont bien présents dans le lac des Deux Montagnes. On en distingue quatre : l’herbier aquatique, le marais, la prairie humide, le marécage (dont on distingue deux types : arbustif et arboré). On y trouve des plantes aquatiques submergées en nombre important mais seules deux espèces prolifèrent : la vallisnérie d'Amérique et le myriophylle de Sibérie. La végétation flottante est surtout représentée par la nymphée tubéreuse. Les algues filamenteuses sont aussi abondantes en certaines zones du lac. Les marais abritent la zizanie à fleurs blanches, le scirpe des étangs, le rubanier à gros fruits et le scirpe des rivières. Les prairies humides et les marécages arbustifs sont le refuge du phalaris roseau, du céphalanthe occidental, du saule et du cornouiller stolonifère. Les marécages arborés voient croître l’érable argenté, qui abonde. Dans les endroits mieux drainés, on retrouve à travers les érables des caryers ovales, des caryers cordiformes, des chênes bicolores et des chênes à gros fruits. En zone plus humide, l’érable argenté se retrouve en compagnie du frêne de Pennsylvanie et du céphalanthe occidental.
Fait unique dans l’archipel d'Hochelaga (archipel de Montréal), une chênaie regroupant le chêne rouge et le chêne blanc se trouve dans la réserve écologique des Îles-Avelle-Wight-et-Hiam, dans la baie de Vaudreuil.
Le corridor écoforestier de la rivière à l'Orme abrite la véronique mouron d'eau, une plante rare au Québec.

## Municipalités riveraines
Le lac des Deux Montagnes est borné par les municipalités régionales de comté ou territoires équivalents d'Argenteuil, de Deux-Montagnes, de Vaudreuil-Soulanges, de Laval et de Montréal.
Dix-huit municipalités, arrondissements ou quartiers, un établissement amérindien, quatre parcs-nature ainsi que le Parc national d'Oka bordent le lac. Ils sont énumérés ici dans l’ordre en partant de la pointe ouest du lac, au barrage de Carillon, en longeant la rive nord et en allant vers l’est, puis retour vers le point de départ par la rive sud.
- Saint-André-d'Argenteuil
- Saint-Placide
- Kanesatake
- Oka
- Parc national d'Oka
- Pointe-Calumet
- Sainte-Marthe-sur-le-Lac
- Deux-Montagnes
- Laval-sur-le-Lac
- L'Île-Bizard–Sainte-Geneviève
- Parc-nature du Bois-de-l’Île-Bizard
- Senneville
- Parc-nature du Cap-Saint-Jacques
- Parc-nature de l'Anse-à-l'Orme
- Sainte-Anne-de-Bellevue
- Île Perrot
- Terrasse-Vaudreuil
- Vaudreuil-Dorion
- L'Île-Cadieux
- Vaudreuil-sur-le-Lac
- Hudson
- Parc-nature Sandy Beach
- Rigaud
- Pointe-Fortune

## Ponts et traversiers

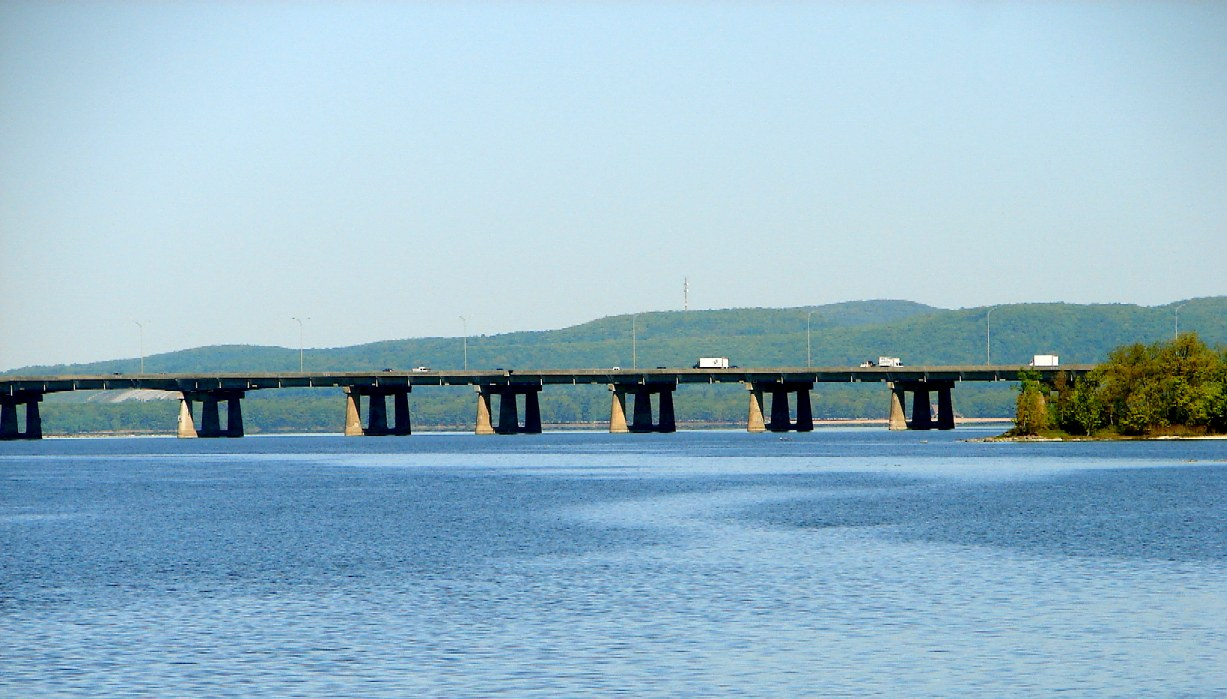
pont de l'Île-aux-Tourtes

- Le lac peut être traversé à la traverse Pointe-Fortune-Carillon et à la traverse Oka-Hudson. Cette dernière est ouverte du début avril jusqu’à la fin novembre puis fait relâche jusqu’à ce que la glace soit suffisamment prise pour assurer l’établissement d’un pont de glace dont l’ouverture est parfois tardive (mi-février) et pour une courte durée. Piétons et vélos sont les bienvenus sur les traversiers.
- Le pont de l'Île-aux-Tourtes relie l’île de Montréal à la rive sud du lac à la hauteur de Vaudreuil-Dorion, de Vaudreuil-sur-le-lac et de l’Île Cadieux. Ce pont est situé sur l’autoroute 40.
- Pour joindre l’Île Cadieux il faut traverser un petit pont qui la relie à Vaudreuil-sur-le-lac. L’actuel pont de l’Île Cadieux, construit dans les années 1960, est en béton et il a deux voies. Il a été précédé d’un pont à une seule voie, en acier, construit dans les années 1920, lui-même précédé d’un tout premier pont en bois, construit au début des années 1900[9].
- Un petit pont asphalté avec une bordure en pierre donne accès l’île Roussin à partir de Laval-sur-le-lac.
- Un passage strictement cyclable et piétonnier est aménagé sur le barrage du Grand-Moulin et permet de joindre les rives de Laval-sur-le-lac et de Deux-Montagnes.
- Un petit pont de bois donne accès à la presqu’île Robillard.
- Le pont Galipeault donne accès à l’Île Perrot à partir de Sainte-Anne-de-Bellevue sur l’île de Montréal, en enjambant le canal du même nom et les rapides qui laissent s’écouler l’eau du lac des Deux Montagnes dans le lac Saint-Louis. Ce pont est situé sur l’autoroute 20.
- Le pont Taschereau donne accès à Vaudreuil-Dorion à partir de l’île Perrot en enjambant l’ultime portion du lac, redevenu l’Outouais, avant qu’il ne se jette dans le lac Saint-Louis. Ce pont est situé sur l’autoroute 20 en continuité du pont Galipeault.
- Trois ponts ferroviaires viennent compléter les traversées : le pont du Canadien Pacifique, celui du Canadien National et celui de l’Agence métropolitaine de transport (AMT) entre la gare de Grand-Moulin et celle de Sainte-Dorothée sur la ligne Deux-Montagnes.

## Pipelines
Deux pipelines traversent le lac des Deux Montagnes, l’un au pied du barrage de Carillon (l’oléoduc 9B de la société Enbridge inc.) et l’autre (le Pipeline Ontario-Québec de la société Pipeline Trans-Nord inc.) entre Como et Oka. Une troisième compagnie, Transcanada inc., projette d’installer (en 2020) un nouveau pipeline (le projet Énergie Est), qui passerait lui aussi dans les eaux du lac, puis dans celles du fleuve Saint-Laurent pour rejoindre Saint-John au Nouveau-Brunswick. 

## Toponymie
Le Français Étienne Brûlé est le premier Européen à remonter le cours de la rivière des Outaouais, vraisemblablement autour de l’année 1610. Samuel de Champlain le désigne sous le lac de Médicis sur une carte de 1612, en l'honneur de Marie de Médicis, régente de France, puis lac de Soissons sur sa carte de 1632, rappelant Charles de Bourbon, comte de Soissons, lieutenant général de la Nouvelle-France. Le toponyme actuel est utilisé au moins à partir de 1674, comme l'atteste le compte rendu de voyage du jésuite Antoine Dalmas. Le plan d'eau a également été appelé lac Maupas et lac de la Chaudière.

### Trois hypothèses
Ce nom de « Deux Montagnes » n’a pas d’explication attestée. Deux hypothèses sont énoncées par la Commission de toponymie du Québec qui juge prudemment qu’il en existe « au moins deux ». Soit les deux montagnes en question sont « probablement les deux plus hauts sommets » des collines d'Oka, le mont Bleu et le calvaire d'Oka, situées au nord du lac soit on a considéré l’ensemble des collines d'Oka d’une part et le mont Rigaud d’autre part, situées sur les deux rives opposées. Une troisième hypothèse favorise plutôt la montagne du Calvaire et la montagne « Jumelle », toutes deux visibles du lac, ce qui, souligne l’auteur, était le point de vue des voyageurs découvrant le lac en arrivant de Montréal. Observation qui se répercute sur les cartes anciennes qui toutes indiquent la présence de deux montagnes sur la rive nord du lac. Ainsi, le relevé topographique des lieux ne peut pas constituer à lui seul une garantie quant à la dénomination du lac car la montagne du Calvaire est bel et bien la moins élevée des quatre mais sa position fait qu’elle est visible et apparaît à l’œil du voyageur presque de même hauteur que sa voisine, la montagne « Jumelle ».
Quatre sommets dominent le lac des Deux Montagnes.
- Le mont Bleu culmine à 250 mètres
- La montagne « Jumelle » culmine à 220 mètres
- La montagne du Calvaire culmine à 190 mètres
- Le mont Rigaud culmine à 221 mètres

## Activités
Ce plan d’eau rend possible une foule d’activités, en toutes saisons. Il est suffisamment grand pour accueillir des bateaux de bonne taille (l’écluse de Sainte-Anne-de-Bellevue fait 54,86 × 12,19 m et celle de Carillon 57,0 × 14,0 m) et son étendue lui permet de servir à l’amerrissage des petits hydravions par vent calme. Les conditions de navigation sont sans conteste excellentes bien que parfois imprévisibles (les vents peuvent être forts, voire très forts et la vague peut se former rapidement selon les conditions météo ce qui fait que les alertes aux petites embarcations ne sont pas rares sur ce plan d’eau).
De tout temps le lac des Deux Montagnes a été une voie de navigation importante tant pour l’exploration et les déplacements de tout genre que, plus tard, pour le commerce. Si les marchandises ne transitent plus sur le lac depuis le tournant des années 1960, la navigation de plaisance a pris le relais. Les voiliers — dériveurs et quillards — partagent le plan d’eau avec les embarcations à moteur de tous genres et de toutes tailles, sans oublier les canots, les chaloupes et les kayaks. Les véliplanchistes (planche à voile) et les aéroplanchistes (kitesurf ou planche volante) sont nombreux. L’hiver, les petits voiliers sur patins prennent le relais, les planches volantes continuent à voler et les skis de fond font leur apparition, tout comme, en certains endroits balisés, les motoneiges et les véhicules tout-terrains.
- La saison de navigation sur le lac des Deux Montagnes s’étend de la mi-mai jusqu’à la mi-octobre, coïncidant avec les dates d’ouverture et de fermeture des écluses de Sainte-Anne-de-Bellevue et de Carillon.
- De nombreux clubs de voile sont répartis autour du lac et organisent des régates dont la célèbre régate inter-club « La Nocturne du Lac des Deux Montagnes » qui met aux prises les régatiers de tous acabits, pour leur grand plaisir.
- La baignade est autorisée l'été à la plage d'Oka du parc national d'Oka ainsi que dans les parcs-nature de l’île Bizard et du Cap Saint-Jacques.
- La plongée sous-marine est possible mais parfois difficile en raison des nombreux sédiments en suspension qui rendent la visibilité presque nulle, surtout en profondeur. Pour les chasseurs d’épaves, il semble qu’un bateau à vapeur a sombré dans le lac près d’Hudson, leMaude, en 1906, après être entré en collision avec un autre navire. En 2012 il n’avait toujours pas été retrouvé, malgré quelques tentatives[14]. Une autre version du naufrage de ce navire situe l’incident dans les rapides de Lachine. Le naufrage aurait eu lieu le 12 mai 1873 comme le rapporte dans un entrefilet[15] le quotidien Buffalo commercial advertiser[16]. Le bateau à vapeur aurait appartenu à la Richelieu and Ontario Navigation Company. Il heurta un rocher dans les rapides de Lachine, ce qui entraîna sa perte. Les passagers furent menés à terre sains et saufs. À noter la graphie du nom dans l’entrefilet : Maud. Y aurait-il eu deux bateaux portant presque le même nom ? Y aurait-il eu erreur sur le navire? Car cette même année 1873 les annales font état d’un naufrage dans les rapides de Lachine, celui du Louis Renaud[17]. On ouvrit une enquête afin de déterminer les causes du naufrage[18]. Une quatrième source, un livre publié en 1897, donne beaucoup de détails sur la navigation à vapeur entre Montréal et Ottawa. Une page est consacrée à l’horaire du Maude qui faisait deux aller-retour Montréal-Ottawa par semaine. Le Maude quittait Montréal à 18 h 30 les mardis et vendredis et faisait huit escales avant d’arriver à Ottawa : Chute Blondeau, Grenville, Hawkesbury, L’Orignal, Montebello, Papineauville, Brown’s Wharf et Kain’s Wharf. Il arrivait à Ottawa à une heure indéterminée. Il faisait la route inverse les lundis (arrivée à Montréal vers 14 h) et jeudis (arrivée à Montréal vers 11 h 30)[19]. Fait à noter, tous les bateaux évitaient les rapides de Lachine en remontant le courant mais ils faisaient tous escale à Lachine pour y prendre des passagers additionnels en quête d’émotions fortes avant de descendre les fameux rapides en suivant une trajectoire définie aussi précisément qu’un sentier pour éviter les écueils.
- La pêche à la ligne est une activité fort prisée sur ce plan d’eau qui recèle du poisson en abondance ainsi qu’une multitude de coins à découvrir, selon le poisson recherché.
- La pêche blanche est pratiquée à Rigaud durant l'hiver ainsi que dans la baie de Saint-Placide et dans la baie et l’anse de Vaudreuil.
- Les parcs-nature et le parc national d'Oka permettent à la population d’accéder au lac pour l’observer, s’y baigner, découvrir sa faune et sa flore ou simplement profiter de la nature et du coup d’œil.

Panorama du lac des Deux Montagnes depuis la plage d'Oka